# Vermetus granulatus
Vermetus granulatus is een slakkensoort uit de familie van de Vermetidae. De wetenschappelijke naam van de soort is voor het eerst geldig gepubliceerd in 1831 door Gravenhorst.